# Bandera Azul

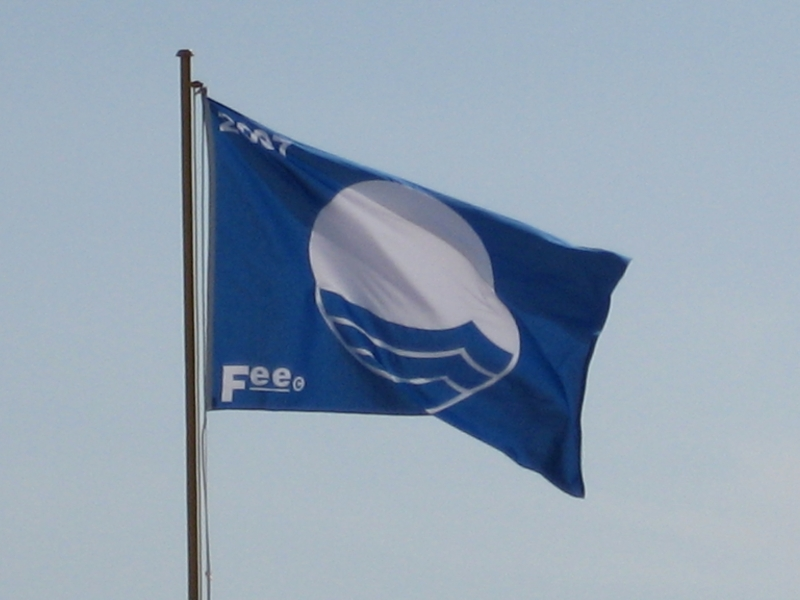
Bandera azul de 2007

La Bandera Azul es un galardón que otorga anualmente desde 1987 la Fundación de Educación Ambiental a las playas y puertos que cumplen una serie de condiciones ambientales e instalaciones. En el jurado participan, además las Agencias de Naciones Unidas para el Medio Ambiente (PNUMA-UNEP) y para el Turismo (OMT), la Federación Internacional de Salvamento Acuático (ILS); la Agencia Europea de Medio Ambiente (EEA) de la UE; la Unión Europea para la Conservación de las Costas (EUCC) (Coastal & Marine Union); la Unión Internacional para la Conservación de la Naturaleza (IUCN); un experto en Educación Ambiental y el Consejo Internacional de Asociaciones de la Industria Portuaria (ICOMIA). Los criterios para obtener la bandera azul se dividen en cuatro áreas fundamentales: Calidad de las aguas de baño, Información y Educación ambiental, Gestión ambiental y Seguridad, Servicios e Instalaciones.
La condición de Bandera Azul es concedida a las playas en más de veinte países de Europa, cuatro de Oriente próximo, uno de Asia Oriental, tres de África, ocho de América y uno de Oceanía. Para la concesión del distintivo Bandera Azul se exige el cumplimiento de normas sobre la calidad del agua, la seguridad, la prestación de servicios generales y la ordenación del medio ambiente.

## Resumen por continentes
| Continentes | Número de países con bandera azul | Número de playas con bandera azul | Número de puertos con bandera azul | Número de barcos con bandera azul | Número total de banderas azules | Porcentaje de banderas azules sobre el total |
| ----------- | --------------------------------- | --------------------------------- | ---------------------------------- | --------------------------------- | ------------------------------- | -------------------------------------------- |
| Europa      | 27                                | 2789                              | 622                                | 21                                | 3432                            | 81,6                                         |
| Asia        | 5                                 | 524                               | 24                                 | 0                                 | 548                             | 13,0                                         |
| América     | 8                                 | 89                                | 18                                 | 0                                 | 107                             | 2,6                                          |
| África      | 3                                 | 93                                | 9                                  | 0                                 | 102                             | 2,4                                          |
| Oceanía     | 1                                 | 8                                 | 3                                  | 0                                 | 15                              | 0,4                                          |

Nota: Se ha considerado a Chipre parte de Asia y a Malta parte de Europa. Por lo que respecta a Francia y sus territorios de ultramar, se ha considerado Reunión parte de África, Martinica y Guadalupe parte de América y la Polinesia francesa parte de Oceanía (el reparto de playas y puertos se ha tomado del mapa recogido en).

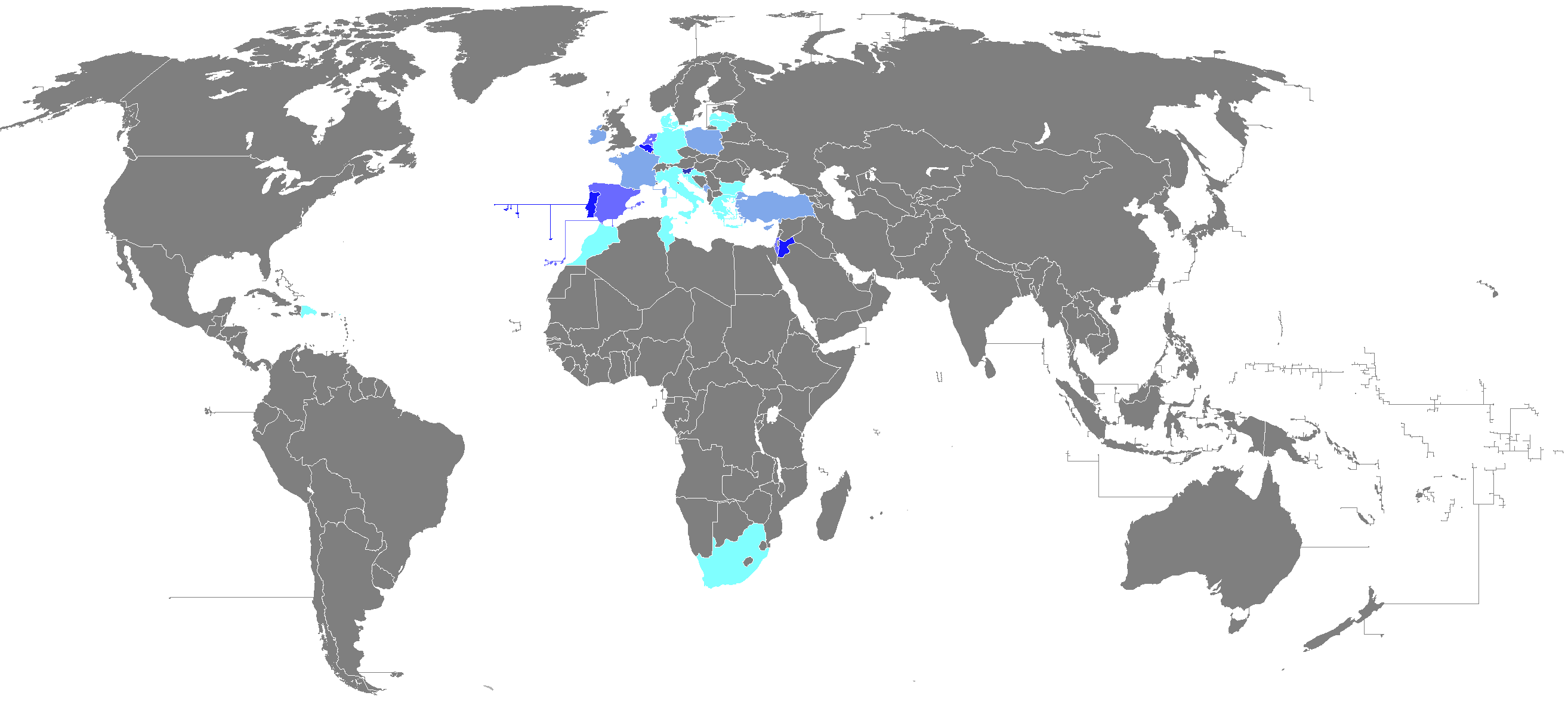
Banderas azules en playas por cada 100 km de costa

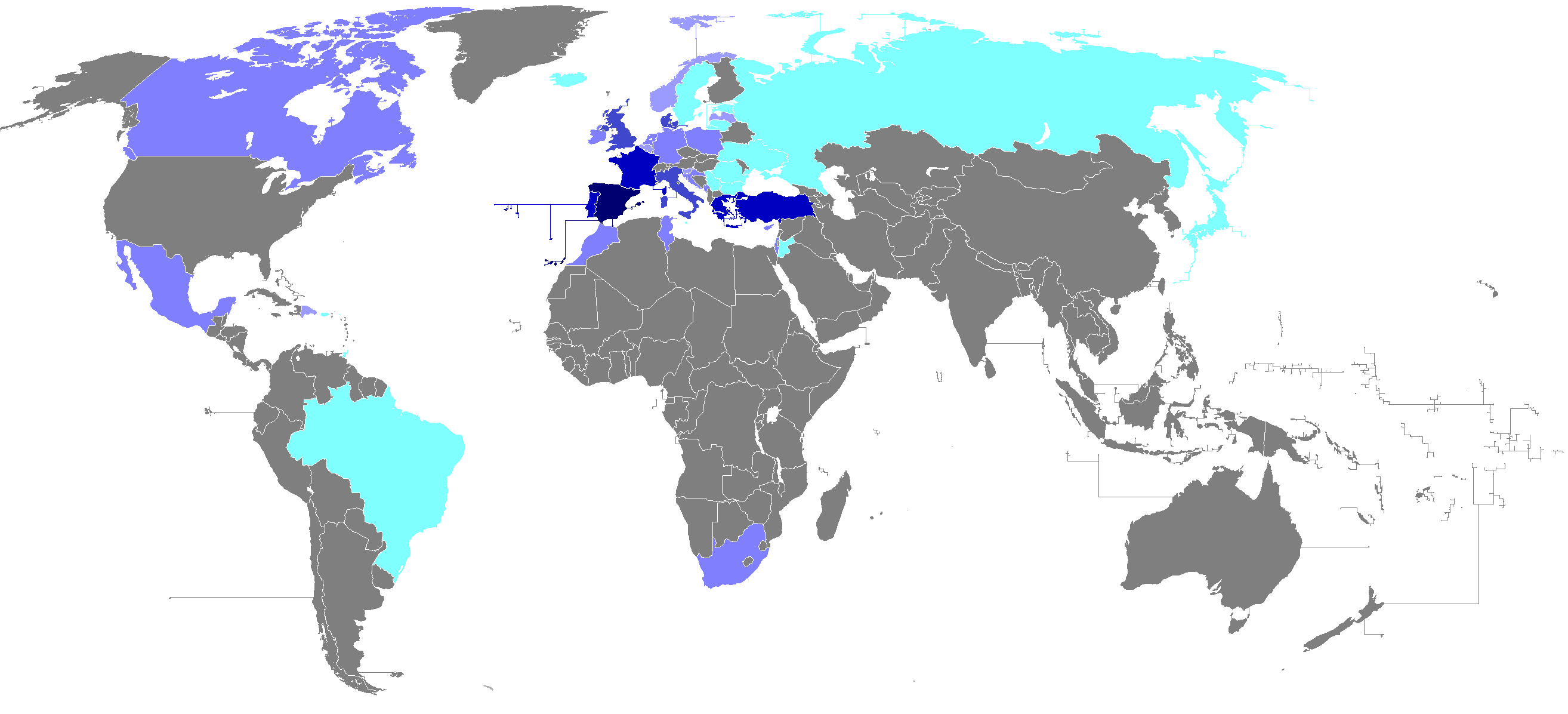
Banderas azules en playas

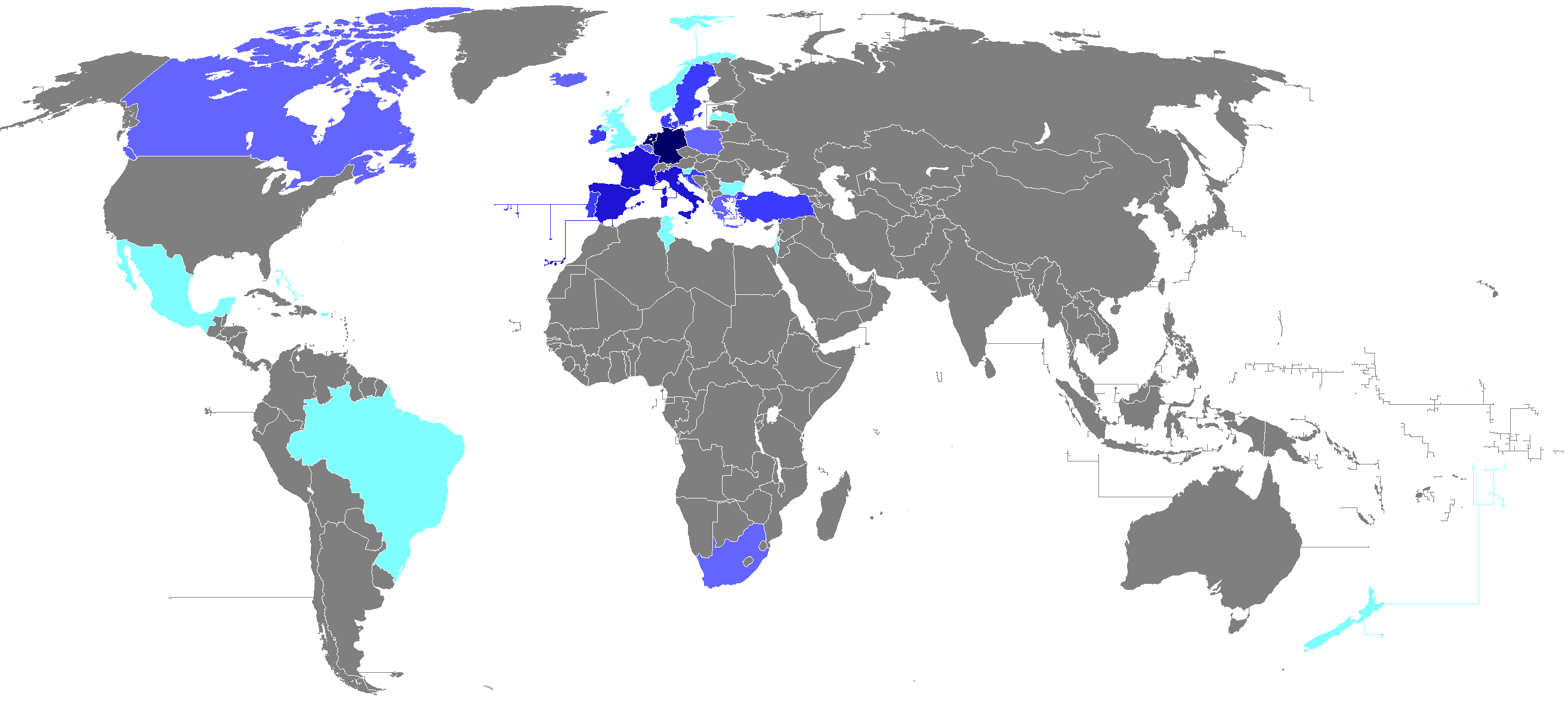
Banderas azules en puertos

## Resumen por países
La siguiente tabla muestra los países con banderas azules otorgadas a playas, puertos, barcos y la suma de estas, a 16 de julio de 2016:
| País                                  | Número de playas con bandera azul | Número de puertos con bandera azul | Número de barcos con bandera azul | Número total de banderas azules | Km de costa | Número de playas con banderas azules por cada 100 km de costa |
| ------------------------------------- | --------------------------------- | ---------------------------------- | --------------------------------- | ------------------------------- | ----------- | ------------------------------------------------------------- |
| España                                | 589                               | 100                                | 5                                 | 692                             | 4964        | 11,83                                                         |
| Francia (con territorios de ultramar) | 400                               | 98                                 | 0                                 | 498                             | 4853        | 8,24                                                          |
| Turquía                               | 421                               | 21                                 | 0                                 | 442                             | 7200        | 5,85                                                          |
| Grecia                                | 430                               | 10                                 | 0                                 | 440                             | 13676       | 3,14                                                          |
| Italia                                | 293                               | 66                                 | 0                                 | 359                             | 7600        | 3,86                                                          |
| Portugal                              | 315                               | 17                                 | 0                                 | 332                             | 1793        | 17,57                                                         |
| Dinamarca                             | 220                               | 38                                 | 0                                 | 258                             | 7314        | 3,01                                                          |
| Países Bajos                          | 62                                | 113                                | 0                                 | 175                             | 451         | 13,75                                                         |
| Alemania                              | 43                                | 109                                | 0                                 | 152                             | 2389        | 1,80                                                          |
| Reino Unido                           | 122                               | 5                                  | 0                                 | 127                             | 12429       | 0,98                                                          |
| Croacia                               | 91                                | 20                                 | 0                                 | 111                             | 5835        | 1,56                                                          |
| Irlanda                               | 78                                | 6                                  | 0                                 | 84                              | 1448        | 5,39                                                          |
| Chipre                                | 59                                | 0                                  | 0                                 | 59                              | 648         | 9,10                                                          |
| Sudáfrica                             | 38                                | 6                                  | 0                                 | 44                              | 2798        | 1,36                                                          |
| Israel                                | 37                                | 3                                  | 0                                 | 40                              | 273         | 13,55                                                         |
| Polonia                               | 30                                | 7                                  | 0                                 | 37                              | 440         | 6,82                                                          |
| Canadá                                | 26                                | 7                                  | 0                                 | 33                              | 202080      | 0,01                                                          |
| Túnez                                 | 30                                | 2                                  | 0                                 | 32                              | 1148        | 2,61                                                          |
| México                                | 26                                | 1                                  | 0                                 | 27                              | 9330        | 0,28                                                          |
| Islandia                              | 4                                 | 6                                  | 16                                | 26                              | 4970        | 0,08                                                          |
| Montenegro                            | 25                                | 0                                  | 0                                 | 25                              | 293,5       | 8,52                                                          |
| Marruecos                             | 22                                | 0                                  | 0                                 | 22                              | 1835        | 1,20                                                          |
| Bélgica                               | 12                                | 9                                  | 0                                 | 21                              | 66,5        | 18,0                                                          |
| Suecia                                | 10                                | 11                                 | 0                                 | 21                              | 3218        | 0,31                                                          |
| Letonia                               | 17                                | 2                                  | 0                                 | 19                              | 498         | 3,41                                                          |
| Noruega                               | 13                                | 5                                  | 0                                 | 18                              | 25148       | 0,05                                                          |
| República Dominicana                  | 21                                | 0                                  | 0                                 | 18                              | 1288        | 1,40                                                          |
| Eslovenia                             | 13                                | 3                                  | 0                                 | 16                              | 46,6        | 27,9                                                          |
| Bulgaria                              | 10                                | 1                                  | 0                                 | 11                              | 354         | 2,82                                                          |
| Malta                                 | 10                                | 0                                  | 0                                 | 10                              | 252,8       | 3,96                                                          |
| Puerto Rico                           | 9                                 | 1                                  | 0                                 | 10                              | 501         | 1,80                                                          |
| Brasil                                | 4                                 | 2                                  | 0                                 | 6                               | 7491        | 0,05                                                          |
| Islas Vírgenes de los Estados Unidos  | 4                                 | 2                                  | 0                                 | 6                               | 188         | 2,13                                                          |
| Ucrania                               | 6                                 | 0                                  | 0                                 | 6                               | 2782        | 0,22                                                          |
| Jordania                              | 5                                 | 0                                  | 0                                 | 5                               | 26          | 19                                                            |
| Lituania                              | 3                                 | 0                                  | 0                                 | 3                               | 90          | 3,3                                                           |
| Bahamas                               | 0                                 | 2                                  | 0                                 | 2                               | 3542        | 0                                                             |
| Estonia                               | 2                                 | 0                                  | 0                                 | 2                               | 3794        | 0,05                                                          |
| Japón                                 | 2                                 | 0                                  | 0                                 | 2                               | 29751       | 0,01                                                          |
| Nueva Zelanda                         | 0                                 | 2                                  | 0                                 | 2                               | 3542        | 0                                                             |
| Rumanía                               | 2                                 | 0                                  | 0                                 | 2                               | 225         | 0,89                                                          |
| Sint Maarten                          | 1                                 | 1                                  | 0                                 | 2                               | 364         | 0,28                                                          |
| Rusia                                 | 1                                 | 0                                  | 0                                 | 1                               | 37653       | 0,00                                                          |
| Serbia                                | 1                                 | 0                                  | 0                                 | 1                               | 0           | 0                                                             |
| Trinidad y Tobago                     | 1                                 | 0                                  | 0                                 | 1                               | 362         | 0,28                                                          |

Notas:
1. Los países se han ordenado de acuerdo al número total de banderas azules. Los que tienen un mismo número se han ordenado alfabéticamente.
2. El número de playas con bandera azul por cada 100 km de costa debe tomarse de forma orietativa pues el dato significativo sería el número de kilómetros de playas con bandera azul sobre el número total de kilómetros de playa (y no de costa, que incluiría acantilados y otras formaciones costeras).
3. La playa con bandera azul que se encuentra en Serbia, y una de las concedidas en España, son casos de playa fluvial.

## Criterios de establecimiento de banderas para playas[4]

### Información y educación ambiental
- Debe estar expuesta al público información sobre los ecosistemas litorales, espacios naturales sensibles y especies protegidas en esa zona costera. (Imperativo).
- Debe estar expuesta información actualizada sobre la calidad de las aguas de baño. (Imperativo).
- Debe estar expuesta al público información sobre la Campaña Bandera Azul. (Imperativo).
- Las normas locales de utilización de la playa deben ser fácilmente accesibles al público y estar a su disposición cuando las soliciten. El código de conducta que debe seguirse en la playa y su entorno deberá estar expuesto en la misma. (Imperativo).
- El Ayuntamiento debe demostrar que se ofrecen al público, como mínimo, cinco actividades de información y educación ambiental. (Imperativo).

### Calidad del agua
- Cumplimiento de los requisitos y estándares de una calidad excelente de las aguas de baño. (Imperativo).
- Ausencia de vertidos industriales, de aguas residuales y de otro tipo de sustancias contaminantes o basuras, que pueden afectar o la playa o a su entorno (Imperativo).
- Medidas de control de la buena salud ambiental de los arrecifes de coral próximos a la playa.
- El municipio debe cumplir los requisitos establecidos para el tratamiento y posterior vertido de las aguas residuales urbanas. (Guía).
- Las algas y otro tipo de vegetación en la playa no deberían recogerse en la medida en que su acumulación y podredumbre no resulten claramente molestas e insalubres. (Imperativo).

### Gestión ambiental
- Debe constituirse un Comité de Gestión de la Playa, que sea responsable de la puesta en marcha y seguimiento de los métodos y actividades de gestión ambiental de la playa y del desarrollo de inspecciones o auditorías ambientales de las instalaciones de la playa. (Guía).
- El municipio debe contar con un plan de desarrollo y ordenación del territorio para su zona litoral. Tanto este plan, como las actividades que el municipio desarrolle en dicha zona, deben respetar la normativa vigente en materia de ordenación del territorio y protección del litoral.
- La playa debe cumplir con toda la normativa, (legislación ambiental y planificación u ordenación de la zona litoral) aplicable a su espacio físico y a las actividades desarrolladas en ella. (Imperativo).
- Correcta instalación, mantenimiento y vaciado regular de un número adecuado de papeleras y contenedores (Imperativo).
- Deben existir en la playa o su entorno contenedores o infraestructuras para la recogida selectiva de residuos (Imperativo).
- Existencia de sanitarios adecuados y limpios, sin vertidos incontrolados o ilegales de sus aguas residuales. (Imperativo).
- En la playa no se permite el camping ni la circulación o estacionamiento de vehículos no autorizados o los vertidos de basuras. (Imperativo).
- Prohibición-control de animales domésticos en la playa. Las leyes nacionales referentes a la limitación de perros, caballos y otros animales domésticos en la playa, deben ser estrictamente exigidos y su acceso o actividad rigurosamente controlados. (Imperativo).
- Buen mantenimiento y apariencia de los edificios y servicios de la playa. (Imperativo).
- El municipio promueve la utilización de medios de transporte sostenibles alternativos al vehículo privado en el área de la playa, tales como la bicicleta, el acceso a pie o el transporte público. (Guía).

### Seguridad y servicios
- Presencia de socorristas titulados en la playa durante la temporada de baño encargados de las labores de salvamento y socorrismo y/o equipo de salvamento adecuado y claramente señalizado en la playa, incluyendo instrucciones sobre su modo de empleo, así como acceso inmediato a teléfono público. (Imperativo).
- Equipo de primeros auxilios en la playa, fácilmente identificable y accesible. (Imperativo).
- Señalización-control de zonas específicas para actividades incompatibles con el baño (surf, embarcaciones, patines acuáticos, etc.). Si existen espacios protegidos en el área circundante a la playa, deberán adoptarse las medidas necesarias para evitar que sean dañados como consecuencia de la práctica de tales actividades o de la incursión de vehículos en dichos espacios, desde el mar o desde la playa.(Imperativo).
- Planes de emergencia locales y/o regionales con los que hacer frente a accidentes o desastres ecológicos (Imperativo).
- Accesos fáciles y seguros. (Imperativo).
- El área de la playa debe estar vigilada. (No aplicable).
- Debe existir, al menos, un punto de agua potable en la playa. (Guía).
- Una de las playas con Bandera Azul del municipio, como mínimo, debe poseer rampas de acceso a la playa y sanitarios para personas con discapacidad, excepto en aquellos casos en que la topografía claramente no lo permita. (Imperativo).
- Debe exponer un plano de la playa indicando la ubicación de las diferentes instalaciones y servicios (Imperativo).

## Criterios de establecimiento de banderas azules para barcos
Los criterios que se han de cumplir los barcos para la concesión de una bandera azul son:
- No tirar basura al mar ni a lo largo de la costa.
- No arrojar aguas fecales (procedentes del baño del barco) en aguas litorales ni en áreas sensibles.
- No arrojar residuos tóxicos o venenosos (diésel, pintura, baterías usadas, agentes limpiadores, etc.) en el mar. Llevar estos residuos a los contenedores del puerto.
- Promocionar y usar plantas de reciclaje.
- Usar los productos más ecológicos y que funcionen de forma más eficiente que estén disponibles.
- Notificar inmediatamente a las autoridades pertinentes un suceso de contaminación o cualquier otra violación de las regulaciones medioambientales.
- No estar involucrado en prácticas pesqueras prohibidas y respetar las paradas biológicas.
- Proteger la fauna y la flora marinas, incluyendo a las aves en periodo de cría, focas y otros mamíferos marinos.
- Respetar áreas naturales protegidas, así como las vulnerables.
- Evitar dañar el fondo marino (por ejemplo, al echar el ancla).
- Evitar las artes de pesca dañinas y la pesca destructiva.
- No comprar o usar objetos obtenidos de especies protegidas o de descubrimientos arqueológicos marinos.
- Infundir el cuidado del medio ambiente en los propietarios de otros barcos

## España
En 2008, España contó con 455 playas con Bandera Azul, Grecia ocupó el segundo lugar con 430, y Francia fue tercera con 258. Grecia tuvo la mayoría de banderas en el mar Mediterráneo.
En 2009, España contó con 571 banderas azules, de las cuales 493 son para playas y 78 para puertos deportivos. La comunidad autónoma con más banderas azules es Galicia, que ha obtenido 124.
En 2010, España contó con 605 banderas azules, de las cuales 521 son para playas y 84 para puertos deportivos. Por primera vez se ha concedido la bandera azul a una playa interior española, ubicada en el pantano de Orellana la Vieja (Badajoz).
En 2014, España cuenta con 664 banderas azules, de las cuales 561 son para playas y 103 para puertos deportivos. El número inicial era 681 pero la bandera azul ha sido retirada de varios lugares a 31 de agosto de 2014. No obstante, España lidera la lista de países por número de banderas azules, tanto en playas como en puertos y, por tanto, en la suma de ambas.
En 2015, España suma 678 banderas azules, de las cuales 577 corresponden a playas y 101 a puertos. Aunque se mantiene líder en número de playas, el primer puesto por banderas azules en puertos corresponde a los Países Bajos este año.
En 2016, España vuelve a incrementar el número de playas galardonadas con el distintivo bandera azul, 587, y consigue que 100 de sus puertos obtengan este reconocimiento. Además, con el estreno de una nueva categoría, consigue 5 barcos con bandera azul. En número total de banderas azules consigue 692, casi 200 más que el segundo, Francia, que cuenta con 498.
Debido a estos datos, España sigue siendo líder de los 49 países de todo el mundo que emplean este método para informar sobre la calidad de la playa, liderazgo que se mantiene desde 1987.